# Zbigniew Wójcik (piłkarz)
Zbigniew Wójcik (ur. 4 lutego 1971 roku w Żarowie) – piłkarz, grający na pozycji obrońcy.

## Życiorys
Piłkarz był związany głównie z dolnośląskimi klubami. Karierę rozpoczynał w Kuźni Jawor. Najlepsze lata gry zaliczył w Lechu Poznań, gdzie zdobył Puchar i Superpuchar Polski.
Grał w polskiej pierwszej lidze, gdzie w barwach Lecha, Zagłębia i Amiki rozegrał 84 mecze, strzelając 2 gole. W sezonie 2008/2009 również zagrał w ekstraklasie ze Śląskiem Wrocław, z którym sezon wcześniej wywalczył awans z drugiej ligi.
3 grudnia 2008 wrocławska prokuratura postawiła mu trzy zarzuty korupcyjne. W konsekwencji 4 grudnia klub rozwiązał umowę z zawodnikiem „za porozumieniem stron ze skutkiem natychmiastowym”. Później Zbigniew Wójcik grał w barwach Ślęzy Wrocław. 30 lipca 2010 piłkarz został oskarżony o korupcję i dobrowolnie poddał się karze. Od wiosny 2011 Zbigniew Wójcik występował w swoim macierzystym klubie Kuźnia Jawor. 1 czerwca 2011 zawodnik został skazany przez wrocławski sąd okręgowy. 12 grudnia 2013 Zbigniew Wójcik został ukarany za korupcję przez Komisję Dyscyplinarną PZPN.